# Strossen
Strossen ist eine Wüstung bei Ihlewitz im Landkreis Mansfeld-Südharz in Sachsen-Anhalt. Der Ort lag südlich der heutigen Siedlung Straußhof.

## Geschichte
Im Jahr 1180 schenkt der Erzbischof Wichmann von Magdeburg der Propstei Seeburg anlässlich dessen Gründung die Ortschaft Cosne mit dessen Zehnten, 2 Hufen und die Vogtei über die Kirche. Um 1260 wohnt Heinrich von Rusteleben in Strossen.
Die auf Veranlassung der Priorin Mechthild von Arnstein geschehene Schenkung von Gütern, darunter 3 Hufen in Strosne, an das Kloster Wiederstedt wird durch Hoyer den Älteren und Hoyer den Jüngeren von Friedeburg bezeugt.
Im Jahre 1266 bestätigt Graf Burchard von Mansfeld den Verkauf von einer Hufe Land in Strosne durch Heinrich von Rusteleben für 13,5 Mark an das Kloster Helfta.
Erzbischof Albrecht IV. belehnte Veseke von Westeregeln und seinen Sohn Ludeke unter anderem mit zwei Hufen, zwei Höfen im Felde und einer Graswiese (Graswissche) in Streozsen. Im selben Jahr belehnt er Dietrich und Hans Stoyfe unter anderem mit einer halben Hufe und einem Hof in Strosene, diese zinsen jährlich einen Vierdung. 
Strossen wird 1477 in einem Lehnbrief Erzbischof Ernsts an die Grafen von Mansfeld als Zubehör von Friedeburg genannt. Auch am 3. November 1494 wird Strossen in einem Lehnbrief desselben an dieselben als Zubehör von Friedeburg genannt.
Im Jahr 1565 wird nördlich der Ortschaft das zu Friedeburg gehörende und bis heute existierende Vorwerk Straußhof erbaut. Einhundert Jahre später, am 11. Juli 1665, wird Martin Christoph Steuben vom Mansfelder Oberaufseheramt unter anderem mit eineinhalb Hufen in Strossen belehnt. 
Strossen ist wohl noch vor der Säkularisation der Klöster Helfta und Wiederstedt wüst geworden.